# Рид, Уэс
Уэсли Эндрю Рид (англ. Wesley Andrew Reid; 10 сентября 1968, Луишем, Восточный Лондон, Англия) — английский футболист.

## Карьера
Уэсли родился в Луишеме, Восточный Лондон, и начал свою карьеру в академии лондонского клуба «Арсенале». Однако, пробиться в первую команду не удалось и игрок перешёл в команду Миллуолл. За четыре года в составе клуба сыграл лишь 6 матчей чемпионата. В 1991-м году отправился в Брэдфорд Сити. Став игроком основы, отыграв 35 матчей и забив 3 гола. Следующий сезон 1992/1993 Рид начал в шотландском клубе «Эйдрионианс». Завершил карьеру в лондонском «Далвич Хамлет».